# Episodi di The Capture (prima stagione)
La prima stagione della serie televisiva The Capture, composta da sei episodi, è stata trasmessa dal 3 settembre all'8 ottobre 2019 su BBC One.
In Italia, la stagione è pubblicata su Starz Play il 5 gennaio 2020.
| nº | Titolo                  | Prima TV UK       | Pubblicazione Italia |
| -- | ----------------------- | ----------------- | -------------------- |
| 1  | What Happens in Helmand | 3 settembre 2019  | 5 gennaio 2020       |
| 2  | Toy Soldier             | 10 settembre 2019 | 5 gennaio 2020       |
| 3  | Truffle Hog             | 17 settembre 2019 | 5 gennaio 2020       |
| 4  | Blind Spots             | 24 settembre 2019 | 5 gennaio 2020       |
| 5  | A Pilgrim of Justice    | 1º ottobre 2019   | 5 gennaio 2020       |
| 6  | Correction              | 8 ottobre 2019    | 5 gennaio 2020       |

## What Happens in Helmand
- Diretto da: Ben Chanan
- Scritto da: Ben Chanan

### Trama
Dopo aver scontato sei mesi di carcere per il presunto omicidio di un ribelle talebano disarmato in Afghanistan, l'ex caporale Shaun Emery viene assolto nel momento in cui la corte d'appello decreta che le prove video utilizzate inizialmente per condannarlo sono falsate. Mentre celebra la vittoria con i suoi amici e la sua squadra legale, il suo avvocato e confidente Hannah Roberts scompare improvvisamente. Emery la incontra mentre cammina verso una fermata dell'autobus e i due si salutano, con la Roberts che sembra dirigersi a casa in autobus. Tuttavia, i filmati CCTV in diretta sembrano invece mostrare Emery che la rapisce. Nel frattempo, l'ispettore Rachel Carey è stata temporaneamente trasferita al comando omicidi e crimini maggiori dal comando antiterrorismo (SO15) per dimostrare le sue capacità di leadership prima della promozione, avendo recentemente guidato l'Operazione Sicomoro che ha assicurato condanne contro quattro terroristi dell'ISIS. La squadra di Rachel è chiamata sulla scena dell'apparente rapimento e Carey è in grado di identificare Emery grazie ai colleghi del comando Counter e al sistema di riconoscimento facciale. Emery viene arrestato dalla polizia armata (AFO), ma non viene rilevata nessuna impronta di Roberts nel suo veicolo. Una volta in custodia, a Emery viene mostrato il filmato CCTV che lo ritrae mentre sembra rapire la Roberts, ma si scaglia con violenza e afferma che il filmato sia un falso, reclamando la sua innocenza. Emery viene riportato nella sua cella e inizia a dubitare delle sue memorie sugli eventi, mentre Carey e il suo team iniziano le ricerche del corpo della Roberts.
- Ascolti: telespettatori 5 320 000[2]

## Toy Soldier
- Diretto da: Ben Chanan
- Scritto da: Ben Chanan

### Trama
Carey viene informato che il filmato CCTV su Emery è stato redatto dal servizio di sicurezza e quindi non può essere utilizzato come prova. Incapace di trovare il corpo della Roberts o qualsiasi altra prova, è costretta a rilasciare Emery su cauzione, ma non convinta della situazione, inizia a sospettare che Emery possa soffrire di disturbo da stress post-traumatico (PTSD). Anche il suo ex capo, il comandante della SO15 Danny Hart, non identifica la donna che ha commissionato la redazione. Emery tenta di rintracciare lo stesso la Roberts e con l'aiuto di un amico riesce a entrare nel suo appartamento. Tuttavia, nota qualcun altro all'interno e lo pedina, entrando in un taxi per seguire il veicolo dell'uomo. Questa attività allerta gli investigatori dell'omicidio i sergenti Patrick Flynn e Nadia Latif, che hanno iniziato ad inseguire Emery nonostante mancassero prove evidenti per un mandato di arresto, e da Carey che controllava l'operazione via CCTV nel centro di comando antiterrorismo. Si scopre che il tassista fa parte della cospirazione, blocca Emery in macchina e lo conduce in una casa ad Eaton Square, Belgravia, dove viene scortato all'interno da uomini armati. Carey osserva l'evoluzione in diretta sui monitor e ordina a Flynn e Latif di intercettarli, ma sono parcheggiati fuori dall'indirizzo giusto e non notano nulla. Una volta all'interno, Emery si trova rinchiuso in una stanza degli interrogatori e quelli che sembrano essere ufficiali dell'intelligence americana fanno rapporto che "il soldatino è trattenuto".
- Ascolti: telespettatori 4 970 000[2]

## Truffle Hog
- Diretto da: Ben Chanan
- Scritto da: Ben Chanan

### Trama
Shaun viene interrogato su dove si trovi la Roberts dall'ufficiale dell'intelligence statunitense Frank Napier, che mostra le riprese di Emery in cui il suo amico Matt viene torturato nella stanza accanto. Flynn e Latif fanno trapelare online il filmato manipolato della tv a circuito chiuso, permettendo che sia utilizzato ai fini delle indagini. Il team di Carey viene assistito dal soprintendente dell'unità investigativa SO15 Gemma Garland, che Carey riconosce come la donna che ha commissionato la revisione. Il comando degli specialisti SCO19 fa irruzione nella casa a Belgravia, ma non riesce a trovare Emery. Carey cerca i filmati antecedenti dell'ingresso di Emery, ma la copia non viene trovata sui server della polizia. Emery fugge dagli americani e si incontra con Marcus Levy, un ingegnere video che ha deposto in suo favore riguardo al filmato durante l'appello. Levy gli rivela che sebbene esista la tecnologia deepfake, non c'è modo di alterare le riprese dal vivo. Ciò nonostante, in seguito Levy incontra Carey e ipotizza che il filmato di Emery e la Roberts potrebbe essere stato leggermente ritardato, e quindi modificato, sfruttando un autobus di passaggio come copertura per una transizione. Preoccupata, Carey mette in dubbio la sua recente convinzione e che i filmati potessero esser stati modificati allo stesso modo. Emery viene accolto da Matt, che gli espone che il filmato di tortura è stato anche indicato da Napier come falso. Matt gli concede di lasciare Londra nella sua auto, ma viene scoperto essere coinvolto e lascia la polizia. Mentre entra in una discarica di rottami, Emery rinviene il corpo della Roberts nel bagagliaio di una macchina. Osservando i suoi movimenti sulla CCTV e insospettendosi sempre più della situazione e di Garland, Carey parte per affrontarlo.
- Ascolti: telespettatori 5 200 000[2]

## Blind Spots
- Diretto da: Ben Chanan
- Scritto da: Ben Chanan

### Trama
Emery viene spruzzato con un gas lacrimogeno da un ufficiale in arrivo, ma riesce a scappare solo per poter incontrare Carey, che gli racconta dei suoi sospetti. Prima di sopraffarla e scappare in macchina, Emery le dice che in realtà è stato portato a Gastor Square, non a Eaton Square. Costretto ad abbandonare il veicolo della polizia, Emery viene rapito da due persone che si fanno chiamare Alma e Kenny, i quali gli mostrano che gli americani hanno piazzato un localizzatore GPS nella sua scarpa e di disfarsene. Garland aggiorna Napier riguardo alle operazioni di ricerca di Emery, rivelandogli che i due stanno collaborando. Marcus Levy viene attaccato e mandato in coma dagli uomini di Napier. Carey e Flynn deducono l'effettiva posizione a Belgravia in cui fu portato Emery (che venne modificata sulle registrazioni della tv a circuito chiuso) e vengono accolti da Napier, che ingegnosamente si compiace nel sabotare le loro indagini prima di chieder loro di andarsene. Dopo aver disobbedito agli ordini di Garland cercando di far trasferire il corpo della Roberts dal coroner in modo che l'autopsia potesse essere rintracciata rapidamente, Carey viene sospesa dal servizio, accusata di intralcio nei confronti della giustizia. Si confronta con il comandante Hart allo Shard a proposito dei filmati alterati, ma la avverte tenere un profilo basso e meditare sul perché la Roberts, un avvocato a favore dei diritti umani, avrebbe scelto di rappresentare Emery. Flynn scopre nuovi filmati che mostrano la Roberts salire sull'autobus quella sera. Usando un telefono criptato con una mappa di punti ciechi delle telecamere a circuito chiuso, Alma accompagna Emery in un night club industriale. Lungo il percorso, gli racconta della pratica segreta di "alterazione" dell'intelligence, in cui le prove video vengono manipolate per condannare i sospetti. Viene condotto in una stanza e fatto incontrare con l'uomo che ha visto nell'appartamento della Roberts, Kenny, e dal suo ex avvocato Charlie Hall.
- Ascolti: telespettatori 5 570 000[2]

## A Pilgrim of Justice
- Diretto da: Ben Chanan
- Scritto da: Ben Chanan

### Trama
Il gruppo mostra a Emery le riprese non ritoccate di lui e la Roberts che provano la sua innocenza, ma gli dicono che l'alterazione non è stata fatta dall'intelligence. Una serie di flashback mostra che gli stessi avvocati hanno lavorato con il gruppo per falsificare le riprese di Emery in modo che attaccasse la Roberts, insieme all'assistenza di Eli, un informatore della squadra di Napier. Volevano intentare che la Roberts fosse viva al processo di Emery per il suo omicidio, dimostrando l'esistenza e la pratica dell'"alterazione" ed rivelando veri e propri errori giudiziari attraverso i quali le agenzie governative documentavano filmati per garantire condanne, come nell'operazione Sicomoro e nei vari casi che coinvolgevano i familiari del gruppo. Emery era stato selezionato a causa dell'attenzione pubblica ricevuta durante il suo appello. Dopo la sparizione della Roberts, Garland, Hart e Napier iniziano a sospettare che il filmato sia un escamotage per rivelare le loro pratiche, così Napier chiede esplicitamente di rendere la storia "vera" e uccidere la Roberts, nonostante le obiezioni di Hart. Dopo aver interrogato Eli, Napier e i suoi uomini rintracciano la Roberts in una zona sicura, dove prima di ucciderla giustifica l'"alterazione" per mantenere la società al sicuro, nonostante avesse imprigionato le persone senza provarne la colpevolezza oltre ogni ragionevole dubbio. Hart informa Carey sugli ultimi eventi e riparte con Flynn disgustata. Per far in modo che Emery fosse nuovamente arrestato in modo da poter ancora rivelare la pratica, il gruppo di Hall dà una soffiata alla polizia, che circonda il club, ma Emery riesce a fuggire con l'aiuto di Carey e Flynn. Napier ordina a Garland di rintracciare la scuola della figlia di Emery.
- Ascolti: telespettatori 6 040 000[2]

## Correction
- Diretto da: Ben Chanan
- Scritto da: Ben Chanan

### Trama
Emery si nasconde nella casa di famiglia di Carey, ma fugge rapidamente quando la BBC diffonde falsi filmati che lo riprendono mentre rapisce sua figlia dalla scuola. Ha un confronto animato con Charlie Hall e lo incolpa, credendo fosse lui ad aver falsificato il filmato, ma viene intercettato da Garland, che gli concede di far visita a sua figlia. Napier incontra Jessica Mallory, un alto funzionario dell'ufficio del direttore dell'Intelligence Nazionale. Carey affronta Napier, Garland e Hart e chiede che venga reintegrata e Emery scagionato dalle accuse come sospettato, altrimenti invierà le riprese della Roberts sull'autobus al procuratore della repubblica (DPP) e all'ufficio indipendente per la condotta della polizia (IOPC), ma manipolano in remoto l'unità USB di Flynn in modo che non possa caricare il filmato. Dopo aver trascorso del tempo sotto supervisione con sua figlia Emery viene accolto da Napier, che gli rivela che l'intero incontro è stato registrato e verrà modificato per mostrare di averla maltrattata a meno che non confessi di aver ucciso la Roberts. Emery accetta e si dichiara colpevole di omicidio colposo in responsabilità ridotta. Dopo la sua condanna, Garland difende la pratica di alterazione di Carey, affermando che sono dei falsi e che si sono effettivamente verificati, ma non è stato possibile dimostralo con prove ammissibili. Alludendo al caos legale nel caso in cui la pratica fosse rivelata al pubblico, esorta Carey a unirsi a loro. Charlie Hall viene preso in custodia da Napier e il suo gruppo trasmette online le riprese reali della fermata dell'autobus, ma vengono sottoposte a verifica. Un ex partner di Emery, che Carey ha dichiarato essere innocente per l'omicidio Roberts, gli fa visita in prigione. Afferma che la giustizia lo ha scoperto, e confessa di aver ucciso il ribelle disarmato. Eli viene rimpatriato diplomaticamente da Mallory contro la volontà di Frank, poiché il ramo esecutivo vuole alimentare l'idea di alterazione come teoria della cospirazione, dando così loro più negabilità sia per la sua esistenza che per i veri e propri reati. Carey nasconde una scheda SD contenente una copia del vero filmato del bus, ma poi torna al comando antiterrorismo e chiede a Hart e Garland quando può iniziare.
- Ascolti: telespettatori 6 640 000[2]